# Saint-Hilaire-Taurieux
 Saint-Hilaire-Taurieux  (en occitano Sent Alari) es una comuna y población de Francia, en la región de Lemosín, departamento de Corrèze, en el distrito de Tulle y cantón de Argentat.
Su población en el censo de 2008 era de 97 habitantes.
Está integrada en la Communauté de communes du Pays d'Argentat .

## Demografía
| 173 | 173 | 139 | 116 | 103 | 86 | 97 |
| Para los censos de 1962 a 1999 la población legal corresponde a la población sin duplicidades (Fuente: INSEE [Consultar]) |     |     |     |     |    |    |